# 톰 버크 (배우)
톰 버크(Tom Burke, 1981년 6월 30일 ~ )는 잉글랜드의 배우이다.

## 출연작

### 영화
- 드래곤하트 2
- 리버틴
- 돈키 펀치
- 셰리 (영화)
- 더 키드 (2010년 영화)
- 써드 스타
- 클린스킨 - 마크 역
- 온리 갓 포기브스
- 인비저블 우먼 (영화)
- 수베니어: 파트 I
- 맹크
- 수베니어: 파트 II
- 리빙 (영화)
- 더 원더
- 퓨리오사: 매드맥스 사가 - 집정관 잭 역

### 텔레비전
- 스테이트 오브 플레이 (드라마)
- 워리어스
- 아가사 크리스티: 명탐정 포와로
- 디 아워
- 유토피아 (2013년 드라마)
- 삼총사 시즌 1~3 - 아토스
- 전쟁과 평화 - 돌로호프
- 스트라이크 (드라마)
- 더 크라운

### 연극
- 로미오와 줄리엣
- 맥베스 (희곡)
- 돈 후안
- 돈 카를로스 (희곡)
- 로스메르스홀름